# Бгаґабгадра
Бгаґабгадра — індійський правитель з династії Шунґа. Правив у північній, центральній та східній Індії близько 110 до н. е.